# Anisostena cyanoptera
Anisostena cyanoptera es una especie de coleóptero de la familia Chrysomelidae. Fue descrita científicamente por primera vez en 1868 por Suffrian.